# Gergye Krisztián
Gergye Krisztián (Kőszeg, 1976. augusztus 4. –) magyar rendező, koreográfus, kortárs táncos.

## Életpályája
Gergye Krisztián egy koncerten hallotta először Ágenst énekelni. Akkor, tizennyolc éves fejjel fogalmazódott meg benne, hogy úgy táncoljon, ahogy Ágens énekel. 1996-ban beiratkozott Bagus Kentus Norontako táncművész indonéz tánckurzusára, aki Yogyakartából érkezett Budapestre. A tanfolyam eredményeként tagja lett a Norontako Jávai Tánccsoportnak, majd rövidesen állandó fellépő lett a hazai indonéz kulturális és követségi eseményeken.
Két évvel később Darmasisswa ösztöndíjat nyert és Jávára utazott, hogy ősi indonéz táncművészetet tanuljon.
1997-ben Csabai Attila Kortárs Táncműhelyéhez csatlakozva részt vett a KOMPmÁNIA Társulat tréningjein is, ahol megismerkedett a klasszikus balettel és modern tánctechnikákkal is és 1999–2002-ig táncosként szorosan együttműködött a társulattal.
1998-ban Darmasisswa Ösztöndíjasként a tradicionális jávai táncok és a kortárs technikák ötvözéséből alakítja ki egyedi táncos formanyelvét és vált 2001-től jelentős szereplőjévé a kortárs táncéletnek. Ekkor alapította meg saját független "Gergye Krisztián Társulatát".
1999 óta Ágens kortárs operaénekesnő állandó alkotótársa. 2002–2004-ig a Frenák Pál Társulathoz csatlakozott.
2001 óta koreografál és rendez. A tradicionális és kortárs műfajok ötvözéséből kialakított, csak rá jellemző egyedi táncnyelvet képvisel. Magyarországon eddig 26 produkciót hozott létre önállóan, és a kortárs tánc szinte minden jelentős társulatánál táncolt vendégművészként: Frenák Pál Társulat, Bozsik Yvette Társulat, Finita La Commedia, KompMánia, Duda Éva és Árvai György előadásaiban. Az összes kortárs táncművészetet befogadó színházban, helyszínen látható volt bemutatóival: Trafó KMH., MU Színház, Szkéné Színház, Nemzeti Táncszínház, Millenáris Teátrum, Thália Színház, Műcsarnok, Szépművészeti Múzeum, Merlin Színház. 
A MU Színház új programsorozatának első epizódja volt 2005 novemberében Gergye Krisztián egyhetes összművészeti montázsa. A "mindenhol jó, de legjobb a paradicsomban" című előadás a 2006-os SZASZSZ-on díjat is nyert.
2006-tól a Közép-Európa Táncszínházzal közösen hozza létre produkciói egy részét.
A 2008–2009–2010-es években megkapta a három legjelentősebb táncos szakmai díjat: Az Év alkotója; a Harangozó Gyula-díjat, Imre Zoltán Díjat. A 2007–2008-as évadban a Bárka Színház társulatának tagja volt. 2008–2013 között a budapesti Nemzeti Színház társulatában dolgozott. 2013 óta szabadúszó alkotó. Alkotóműhelye a művészeti műfajok közötti párbeszéd lehetőségeit kutatja. Projekttársulatként hozza létre műfaj-független, de a kortárs táncművészetet mindig kiemelt pozícióban kezelő interdiszciplináris előadásait.
Önálló előadásai mellett performanszokat, tér-specifikus előadásokat készít kiállítás-megnyitókra, fesztiválokra.

## Saját produkciók, rendezések, koreográfiák
- Macskadémon (Szentendrei Teátrum), 2022
- Ahol a sötétség (Kőszegi Várszínház), 2020
- Fred Ebb - Joe Masteroff - John Harold Kander Kabaré (Komáromi Jókai Színház), 2019
- A halál porondra emelése – Levitáció (Kőszegi Várszínház), 2019
- Ha mi árnyak... (Kőszegi Várszínház), 2018
- Nyikolaj Koljada (Gergye Krisztián Társulat), 2017
- Murlin murlo (Gergye Krisztián Társulat), 2017
- Lautrec táncolni fog (Gergye Krisztián Társulat), 2016
- Merénylet - Marat/Sade (Átrium), 2014
- Happy Ending (Orlai Produkció), 2014
- Őrült Nők Ketrece (Átrium), 2014
- Biedermann és a gyújtogatók (Móricz Zsigmond Színház), 2014
- A Víg Özvegy (Miskolci Nemzeti Színház), 2014
- EGOEGOEGO (Szépművészeti Múzeum), 2013
- Raped Europeans (Kőszegi Várszínház / MU Színház), 2013
- Mephisto (Nemzeti Színház, Vígszínház), 2013
- Opera Amorale (Átrium Film-Színház), 2013
- Honvágy (Theater Brett, Bécs / Átrium Film-Színház), 2012
- Ágota Kristóf: Egy elsurranó patkány (Kőszegi Várszínház / Nemzeti Színház), 2012
- Leni Riefenstahl – MU Terminál-produkció (MU Színház), 2012
- Trilógia Maraton: Viktimológiai performansz-sorozat, 2011-2012
- Feltépett múlt: (MU Színház), 2011
- Heiner Müller: Kvartett – Hommage a Hajas Tibor (Nemzeti Színház), 2011
- Zaccjóda – bábszínház felnőtteknek (Sirály) 2010.
- Adaptáció Trikolor (MU Színház), 2010
- QUARTET – ko-incidens négy táncosra (Trafó KMH), 2010
- Trilógia-tanulmány – Nádas Péter: Találkozás és Temetés (Bárka Színház, MU Színház, a Budapesti Őszi Fesztivál), 2009
- Gaia – kortárs tánc-báb-színház (MU Színház), 2009
- Danse Macabre – MU Terminál-produkció (MU Színház), 2009
- A Szatír (MU Színház), 2008
- MELANKÓLIA (Trafó KMH), 2008
- T.E.S.T. II. (csak szólók hét férfi testre) (Bethlen Kortárs Táncműhely), 2008
- Édes szívem, ribanc vagy – (Budapesti Őszi Fesztivál - Bárka Színház Stúdió), 2007
- Zyklon-b – A darab felújítása a Közép-Európa Táncszínházzal (Bethlen Kortárs Táncműhely), 2007
- T.E.S.T. (csak szólók hét női testre) – (MU Színház), 2007
- kilencvenkilencperc (Nemzeti Táncszínház), 2007
- egonegonegon (Bethlen Kortárs Táncműhely), 2006
- Zyklon-b – MU Terminál-produkció (MU Színház), 2006
- mindenhol jó, de legjobb a paradicsomban (Thália Színház, ATP Projekt), 2006
- 7 - MU PORTRÉ, egyhetes összművészeti montázskoreográfia (MU Színház), 2005
- A Szatír - La Dámé á la Licorne (Trafó KMH, Pólusok Est), 2005
- KÍNOS – A Budapesti Őszi Fesztivál keretében (MU Színház), 2004
- Testinstallációk a holocaustról (Műcsarnok), 2004
- BoSCH Szólók (MU Színház, Millenáris Teátrum), 2004
- Sztravinszkij: Tavaszi áldozat (MU Színház), 2004
- Barbara L. – A Budapesti Őszi Fesztivál keretében (Thália színház Új Stúdió), 2003
- Kontrapunktum - Az Új Dimenzió Zenei Műhellyel közös produkció (Millenáris Teátrum), 2002
- Kínos (MU Színház), 2002
- A JEL (Merlin Színház és Trafó KMH.), 2001
- E.SCH EROTO (Trafó KMH. Inspiráció Est.), 2001

## Képzőművészet
Gyermekkora óta vonzódik a képzőművészet iránt. 2014-től az Aukció című előadás keretében táncolás közben festett meg képeket, amiket az előadás végén el is árvereztek, amelyek pedig nem találtak gazdára, azokat megsemmisítettétek. A koronavírus járvány alatt pedig további képek készültek, amelyeket aztán 2020-ban Kőszegen mutattak be először, Levitációk címmel. Technikája az akvarell festészet.

## Díjai, kitüntetései
- A Trilógia-tanulmány – Nádas Péter: Találkozás és Temetés Főváros Színházi Díja - Legjobb független előadás, 2010
- Imre Zoltán-díj, 2010
- Harangozó Gyula-díj, 2009
- A T.E.S.T. című produkció a III. Nemzetközi Monotánc Fesztivál díja, 2008
- A T.E.S.T. a Lábán Rudolf-díj nominált előadása, 2008
- Az Évad Legjobb Alkotója (A Magyar Táncművészek Szövetsége díja), 2008
- Tánc Világnapja: az évad legjobb alkotója, 2008
- A Melankólia című előadás díjat kap az előadás nagy ívű zenei összeállításáért és kivitelezéséért, és a zene kiváló táncdramaturgiai alkalmazásáért, 2008-ban.
- A T.E.S.T. című produkcióval SZASZSZ XIII. Szegedi Alternatív Színházi Szemlén a Legjobb Tánctársulat Díját kapták a hét szólam összhangzatáért, 2007-ben.
- A mindenhol jó, de legjobb a paradicsomban című előadás a SZASZSZ XII. Szegedi Alternatív Színházi Szemlén elnyeri a Legtalányosabb előadás díját, 2006-ban.
- Fülöp Viktor Ösztöndíj, 2004
- A Tenebrae című előadásért SZASZSZ IX. Alternatív Színházi Szemlén a Legjobb Koreográfus Díját kapja, 2003-ban
- Veszprémi Tánc Fesztiválja – Pro Futuro Díj, 2003
- Az E. SCH EROTO című előadásért a VIII. Alternatív Színházi Szemlén a Legjobb Táncos Díját kapja, 2002-ben.